# Walter Nußbaum
Walter Nußbaum (* 20. Dezember 1920 in Bonn; † 18. August 2002 in Meisenheim) war ein deutscher Fußballspieler.
In der Saison 1948/49 kam der Mittelfeldspieler erstmals beim 1. FC Köln, damals noch in der Landesliga, zum Einsatz. Insgesamt setzte ihn der damalige Spielertrainer Hennes Weisweiler viermal in dieser Saison ein. Am Ende der Saison stand der Aufstieg in die Oberliga West, nachdem in den entscheidenden Spielen zwischen den Bezirksgruppenmeistern mit Bayer 04 Leverkusen Nußbaums späterer Verein besiegt werden konnte. In der Oberliga wurde Nußbaum ein fester Bestandteil der Mannschaft und absolvierte insgesamt 54 Spiele für den FC.
1951 wechselte er zum Lokalrivalen Bayer 04 Leverkusen, für den er bis 1955 aktiv war. In der Saison 1954/55 verpasste Leverkusen nur knapp die Qualifikation zur Endrunde der Deutschen Meisterschaft. Im entscheidenden Spiel gegen den SV Sodingen erzielte Nußbaum zwar zwei Treffer, beim Stand von 2:0 verschoss er aber zudem einen Elfmeter, was es Sodingen ermöglichte, das Spiel noch auszugleichen und letztendlich in die Endrunde um die Deutsche Meisterschaft einzuziehen. Abgesehen vom Spiel gegen Alemannia Aachen am letzten Spieltag seiner letzten Saison in Leverkusen stand Nußbaum in den vier Jahren in Leverkusen bei allen Oberligaspielen in der Startelf. Bayer 04 stieg in der kommenden Saison als Vorjahres-Dritter überraschend aus der erstklassigen Oberliga ab.
1955 kehrte Nussbaum nach Bonn zu seinem Stammverein zurück, wo er noch einige Jahre als Spielertrainer aktiv war. Dem Bonner FV gelang in dieser Zeit der Aufstieg bis in die 2. Oberliga West.
Walter Nußbaum war ab 1957 Spielmacher des Bonner FV und führte diesen 1959 zur Mittelrhein-Meisterschaft und zum Aufstieg in die damalige zweite Oberliga-West. Dort spielte er 1959/1960 eine großartige Saison und belegte mit dem Aufsteiger Bonner FV auf Anhieb den 4. Platz in der 2. Liga West. Im Lauf der Saison 1960/61 beendete er seine aktive Laufbahn beim Bonner FV. Nach dem Ausscheiden von Walter Nußbaum begann der Niedergang dieses Vereins.

## Erfolge
- 1949 Aufstieg in die Oberliga West